# Krustjärnen, Härjedalen
Krustjärnen är en sjö i Bergs kommun i Härjedalen och ingår i Ljungans huvudavrinningsområde. Sjön har en area på 0,43 kvadratkilometer och ligger 947,2 meter över havet.

## Delavrinningsområde
Krustjärnen ingår i det delavrinningsområde (698541-133635) som SMHI kallar för Utloppet av Krustjärnen. Medelhöjden är 971 meter över havet och ytan är 2,74 kvadratkilometer. Det finns inga avrinningsområden uppströms utan avrinningsområdet är högsta punkten. Vattendraget som avvattnar avrinningsområdet har biflödesordning 3, vilket innebär att vattnet flödar genom totalt 3 vattendrag innan det når havet efter 354 kilometer. Avrinningsområdet består mestadels av kalfjäll (82 procent). Avrinningsområdet har 0,49 kvadratkilometer vattenytor vilket ger det en sjöprocent på 17,7 procent.